# Unione Calcio Latina 1973-1974
Questa voce raccoglie le informazioni riguardanti l'Unione Calcio Latina nelle competizioni ufficiali della stagione 1973-1974.

## Rosa
| N. |                   | Ruolo | Calciatore         |
| -- | ----------------- | ----- | ------------------ |
|    | Italia (bandiera) | P     | Silvano De Lucia   |
|    | Italia (bandiera) | P     | Moriano Tampucci   |
|    | Italia (bandiera) | D     | Mario Cancellieri  |
|    | Italia (bandiera) | D     | Angelo Colletta    |
|    | Italia (bandiera) | D     | Angelo Martines    |
|    | Italia (bandiera) | D     | Dino Panzanato     |
|    | Italia (bandiera) | D     | Gian Teodoro Vacca |
|    | Italia (bandiera) | C     | Roberto Bicchierai |
|    | Italia (bandiera) | C     | Maurizio Cavazzoni |
|    | Italia (bandiera) | C     | Angelo Fatigati    |
|    | Italia (bandiera) | C     | Bruno Gioia        |
|    | Italia (bandiera) | C     | Alfonso Marcelli   |

| N. |                   | Ruolo | Calciatore               |
| -- | ----------------- | ----- | ------------------------ |
|    | Italia (bandiera) | C     | Goffredo Marchionni      |
|    | Italia (bandiera) | A     | Alessandro Altobelli     |
|    | Italia (bandiera) | A     | Giampaolo Lissandro      |
|    | Italia (bandiera) | A     | Francesco Antonio Morano |
|    | Italia (bandiera) | A     | Giuseppe Palladino       |
|    | Italia (bandiera) | A     | Aldo Solfanelli          |
|    | Italia (bandiera) |       | Ascagni                  |
|    | Italia (bandiera) |       | Cecconato                |
|    | Italia (bandiera) |       | D'Arienzo                |
|    | Italia (bandiera) |       | De Foglio                |
|    | Italia (bandiera) |       | Di Carlo                 |
|    | Italia (bandiera) |       | Sardelli                 |